# In Common III
In Common III ist ein Jazzalbum von Walter Smith III. Die vom 4. bis 6. Juni 2021 entstandenen Aufnahmen erschienen am 11. März 2022 auf Whirlwind Recordings.

## Hintergrund
Das Album entstand in Zusammenarbeit des Saxophonisten Walter Smith III mit dem Gitarristen Matthew Stevens, die mit In Common aus dem Jahr 2018 begann. Frühere Mitarbeiter waren der Vibraphonist Joel Ross und Marcus Gilmore, schließlich auf In Common 2 (2020) Linda May Han Oh, Micah Thomas und Nate Smith. Auf In Common III haben sie sich mit dem Bassisten Dave Holland, der Pianisten Kris Davis und der Schlagzeugerin Terri Lyne Carrington zusammengetan.

## Titelliste
- Walter Smith III In Common III (Whirlwind Recordings)

1. Shine 1:40
2. Loping 5:07
3. Oliver 2:40
4. Hornets 3:46
5. Orange Crush 3:18
6. After 5:21
7. Lite 1:59
8. For Some Time 3:10
9. Shutout 4:27
10. Reds 3:50
11. Variable 3:02
12. Prince July 3:09
13. Dust 5:26
14. Familiar 4:09
15. Miserere 3:44

Wenn nicht anders vermerkt, stammen die Kompositionen von Walter Smith III.

## Rezeption

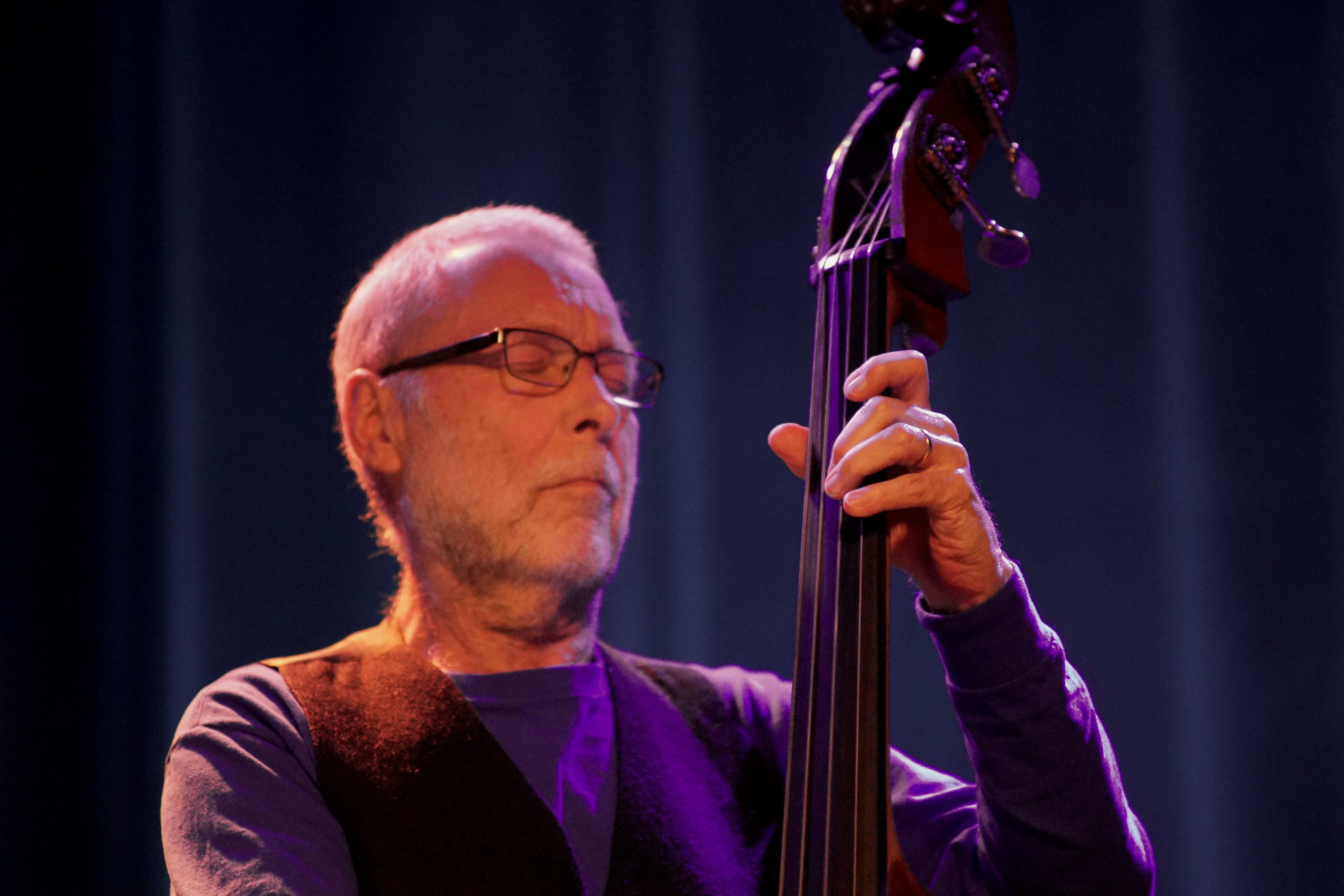
File:Dave Holland bei einem Auftritt im Tivoli Vredenburg Utrecht 2018

Das Album erhielt durchweg positive Rezensionen; so schrieb Britt Robson in JazzTimes, es sei ein Genuss zu entdecken, welche neue dreiköpfige Rhythmusgruppe Matt Stevens und Walter Smith III für ihre dritte Quintettaufnahme unter dem Namen In Common zusammengestellt haben. Die Co-Leader würden über den Geschmack verfügen, die Glaubwürdigkeit und die Verbindungen, um jedes Mal beeindruckende Besetzungen auszuwählen. Kris Davis’ Präsenz fühle sich am wirkungsvollsten an, da In Common III sich an ungebundenere Improvisationen wagt als die Pianisten auf den ersten beiden Alben der Gruppe. Michael Ullman schrieb in The Arts Fuse, In Common III sei weit davon entfernt, lediglich eine lässige Session zu sein, die lediglich darauf abziele, die Fähigkeiten der Musiker herauszustellen. Mit ihren wechselnden Texturen und ihrer kompositorischen Vielfalt zeigen die Stücke, wie – in diesem Fall meist sanft und lyrisch – fünf Musiker fruchtbar interagieren können.
Matt Collar verlieh dem Album in Allmusic vier Sterne und schrieb, Es gibt hier mehrere fein arrangierte Kompositionsstücke, darunter das unbeschwerte, an Sonny Rollins erinnernde „Hornets“ mit seiner dualen Saxophon- und Gitarrenmelodie. Doch ein Großteil des Albums würde frei improvisiert klingen, als ob die Musiker sich gegenseitig ausspielen und das jeweilige Stück im Moment erschaffen. Allerdings zeigten Stücke wie „Lite“ und „Shut Out“ keine Geräuschflut, sondern eher eine impressionistische Qualität, da Smith und Stevens jenseitige Klanglandschaften aus gesangsähnlichen Saxophon-Klängen, drahtige, sphärisch wirkende Gitarrentönen und Klavierakkorden wie zerbrochenes Glas klingend erschaffen würden. Sie brächten auch etwas von diesem klanglichen Experimentieren in ihre geradlinigen Stücke ein, wie in dem aufgewühlten 3/4-taktigen Stück „Loping“ oder in „Dust“.
Nach Ansicht von Phil Freeman (Ugly Beauty/Stereogum) könnte ihr drittes In-Common-Album das bisher beste sein. Stevens und Smith würden ihre Kompositionen immer mit Blick auf die ausgewählten Spieler schreiben, und insbesondere Kris Davis habe hier einen starken Einfluss auf die Musik der Gruppe. In ihrer eigenen Arbeit erforschte sie freie Improvisation und den Einsatz von Elektronik, um den Klang zu verzerren und zu verunsichern, und beides stehe auch hier im Vordergrund; Das kurze „Oliver“ ist eine verwirrende Collage unterschiedlicher Klänge, die irgendwie zusammenwirken. „Loping“ hingegen sei eine unkomplizierte Übung in Groove und Melodie, die der Rhythmusgruppe auf dem Tablett übergeben werde, und Holland und Carrington würden eingreifen und Walter Smith tief in den Blues eintauchen lassen.

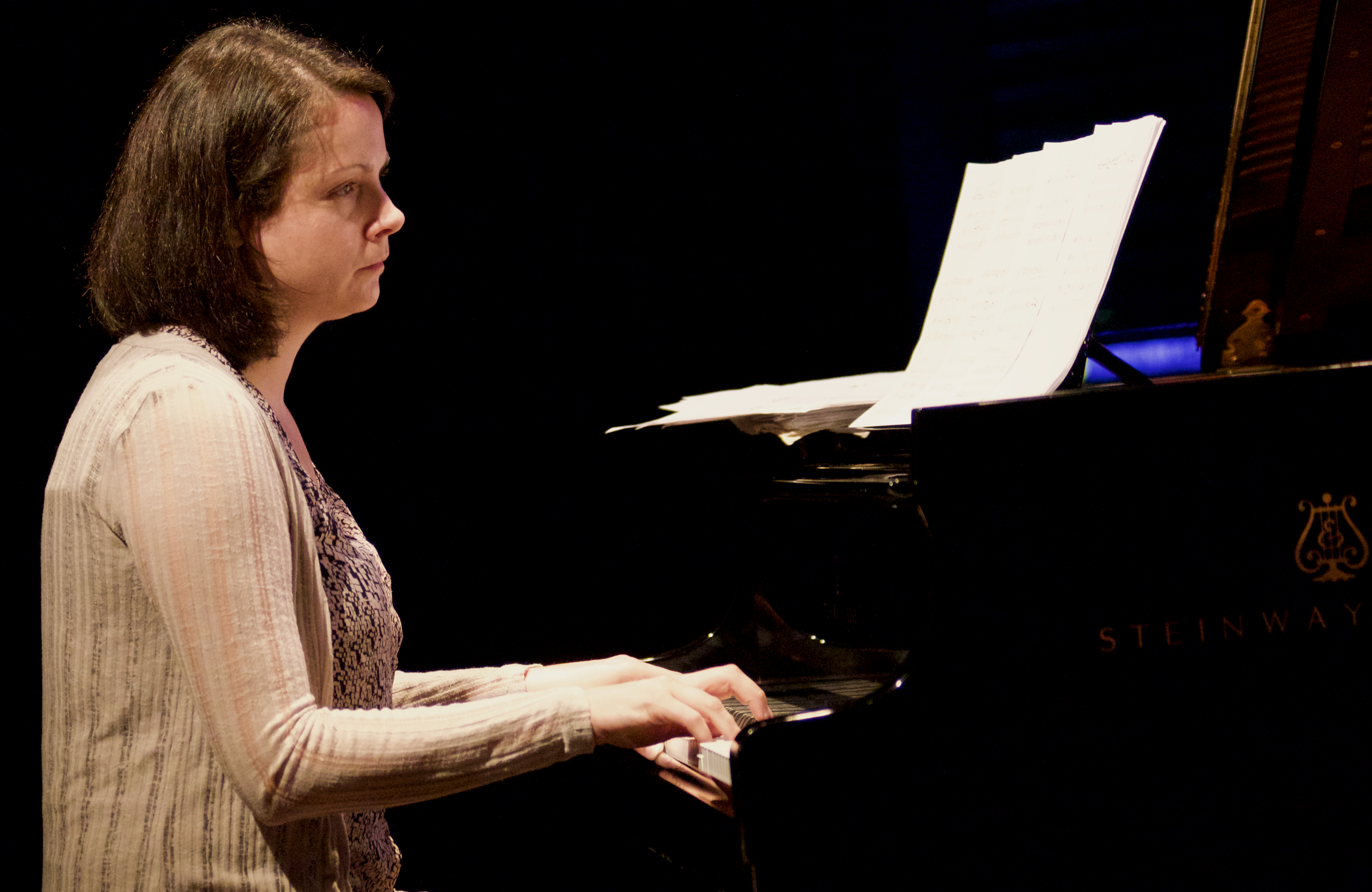
Kris Davis mit dem Ingrid Laubrock Quintet, BIM Amsterdam 2014

Wie bei den ersten beiden In-Common-Aufnahmen würden Smith und Stevens den Musikern etwas präsentierten, das sie als „One-Page-Songs“ bezeichnen, die speziell für sie geschrieben wurden, schrieb Graham Spry (London Jazz News). Das Ergebnis ist eine vielfältige Auswahl von fünfzehn relativ kompakten Melodien, die bemerkenswert gut zusammenhalten und dank der Qualität der Musiker straff, perfekt strukturiert und einnehmend sind. Die fertigen Melodien sind selten länger als vier Minuten und in sich so komplett, dass sie sich fast alle ideal für das Abspielen im Rundfunk oder als Singleauskopplung eignen würden.
Es gebe zwar einige vernünftige elektronische Postproduktions-Reglerdrehungen auf einem der kürzeren Tracks, schreibt Chris May in All About Jazz, aber im Wesentlichen bleibe die sich selbst regenerierende Formel von In Common unverändert. Die Musik sei weiterhin melodisch und harmonisch, wobei Davis’ Abwechslungen hin zu harmonischer Abstraktion gemessen und gut integriert seien. Freiheiten werden häufiger mit Metren als mit Tonalität genommen – und meistens bleibe Davis, wie bei dem schönen Piano-Feature „Shutout“, eher drinnen als draußen. Das Material reicht vom frühen Terry-Riley-artigen „Orange Crush“ über reifen Groove bis hin zu Ostinato-getriebenen Swingern. Die durchdringende Stimmung sei verspielt und entspannt, die von fünf empathischen, generationenübergreifenden Meistermusikern, die Spaß haben und dabei sanft an die Grenzen gehen würden.